# St Ciaran’s Chapel

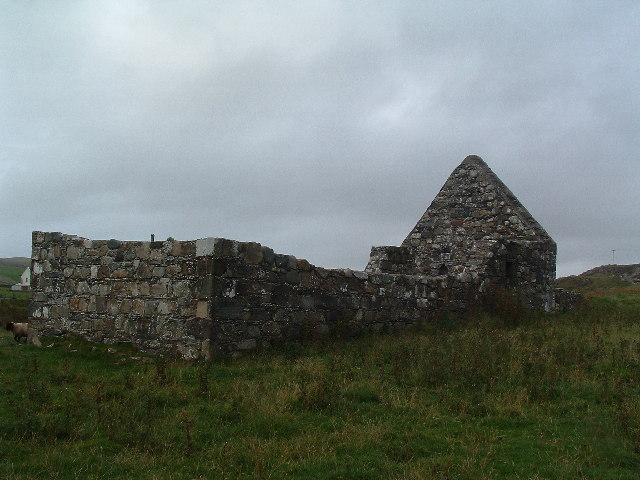
Außenansicht der Ruine

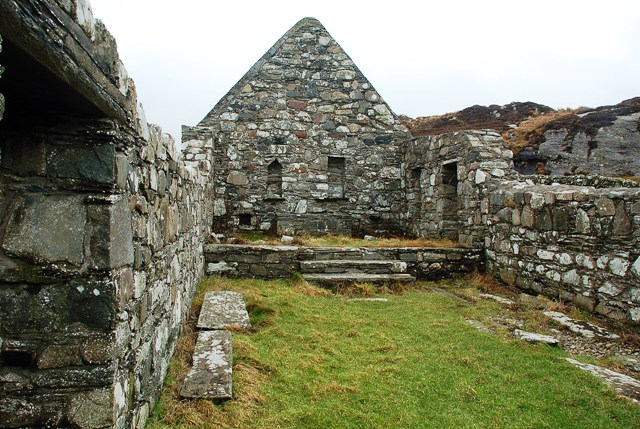
Innenansicht nach Osten blickend

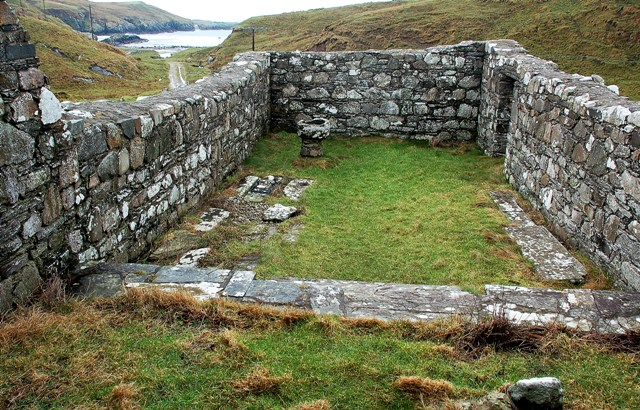
Innenansicht nach Westen blickend

St. Ciaran’s Chapel, auch St Ciaron’s Chapel oder schottisch-gälisch: Cill Chiarain ist eine Kirchenruine in der kleinen Streusiedlung Kilchiaran nahe der Westküste der Halbinsel Rhinns of Islay auf der schottischen Hebrideninsel Islay. Eine ehemalige Einstufung in den schottischen Denkmallisten in der Kategorie B wurde zwischenzeitlich aufgehoben. Weiterhin ist das Bauwerk als Scheduled Monument klassifiziert.

## Geschichte
Der genaue Entstehungszeitpunkt der spätmittelalterlichen Kirche ist nicht überliefert. Experten schätzen den Bau auf das frühe 13. Jahrhundert. Bei St. Ciaran’s Chapel dürfte es sich um eine Nebenkirche der Kilchoman Church im Parish Kilchoman gehandelt haben. Belege für einen selbstständigen Parish Kilchiaran existieren nicht. In einer Auflistung der Kirchen auf Islay, die gegen Ende des 17. Jahrhunderts entstand, ist St. Ciaran’s Chapel aufgeführt und könnte zu diesem Zeitpunkt noch genutzt worden sein. 1794 war sie auf jeden Fall bereits aufgegeben und das Dach eingestürzt. Die Kirche ist nach dem heiligen Kiaran benannt und war Namenspate für die umliegende Ortschaft Kilchiaran.

## Beschreibung
Die Außenmaße der Kapelle betragen etwa 16 × 6,5 m2. Das Mauerwerk ist etwa 70 cm mächtig und besteht aus Bruchstein. Anfang der 1970er Jahre erreichte nur noch der Ostgiebel seine ursprüngliche Höhe, während von dem restlichen Mauerwerk meist nur noch Reste von weniger als einem Meter Höhe erhalten waren. Die Kapelle wurde durch einen Eingang am westlichen Ende der Nordseite betreten. Der am östlichen Ende gelegene Altarraum lag um etwa 60 cm erhöht und war über zwei mittige Trittstufen zugänglich, besaß aber auch eine eigene Eingangstür in der Südwand. Über Anzahl und Lage von Fenstern ist wenig bekannt, da diese Bereiche in jüngerer Zeit bereits vollständig verfallen waren. Auf einer Photographie aus dem Jahre 1925 sind wahrscheinlich die Überreste einer Fensteröffnung an der Nordseite des Altarraums zu erkennen.
1972–1973 wurden Teile der Kirche wieder aufgebaut. Hierbei wurden auch Teile einer Fensteröffnung wieder hergerichtet, die dem Vorbild auf der Photographie von 1925 entsprechen sollen. Neben Teilen der Außenmauern wurde auch der Altar auf seinem alten Fundament rekonstruiert. Im Südwesten des Innenraums wurde ein zerbrochenes, schiefernes Taufbecken auf einem neuen Sockel wiederaufgebaut. Es durchmisst 46 cm bei einer Tiefe von 24 cm und stammt wahrscheinlich aus dem Spätmittelalter.

## Funde
In dem Kirchengebäude wurden mehrere Kreuzplatten gefunden. Die ältesten stammen wahrscheinlich aus dem 14.–15. Jahrhundert, die jüngste aus dem 15. bis frühen 16. Jahrhundert. Ein etwa 30 cm hoher Kreuzstein, der 1925 in einer Nische der Ostmauer zu sehen war, ist heute nicht mehr auffindbar. Inwiefern es sich dabei um einen Grabstein oder eine ehemals verzierende Kreuzblume des Giebels gehandelt hat, kann nicht mehr geklärt werden.

## Friedhof
Östlich des Altarraumes schloss ein Friedhof direkt an die Kapelle an. Bei dem heute bestimmten Areal von 60 × 37 m2 handelt es sich wahrscheinlich nur um einen Teil der ehemals genutzten Fläche. Im Nordwesten könnten Teile des Geländes durch Flusserosion fortgespült worden sein. Im Süden führt die heutige Straße über das Friedhofsgelände, wodurch ebenfalls Gebiete zerstört worden sein könnten. Außerdem querte einst ein heute aufgegebener Weg das Areal. An der nördlichen Begrenzung wurden Überreste von fünf ähnlichen 9 × 5,5 m2 messenden Gebäuden gefunden. Diese könnten aus derselben Zeit wie der Kirchenbau stammen und Wohnhäuser einer vergangenen Siedlung an diesem Ort sein.